# Ole Ornered
Ole Jonas Ornered, född 2 oktober 1964 i Katarina församling, är en svensk röstskådespelare.

## Filmografi (i urval)
Källor: 

- 1989 – Kikis expressbud
- 1995 – Stora och små män
- 2001 – Som hund och katt – Peek
- 2001 – Spy Kids – Fegan Floop
- 2006 – Bilar – Luigi
- 2006 – Bambi 2 – Murmeldjuret
- 2006 – Asterix och vikingarna – Troubadix
- 2006 – Händige Manny – Herr Lovart
- 2007 – Råttatouille
- 2007 – Elias och Kungaskeppet
- 2008 – Resistance 2 – Joseph Capelli
- 2008 – WALL-E
- 2008 – Star Wars: The Clone Wars – Ziro the Hutt
- 2008 – Speed Racer
- 2008 – Space Chimps
- 2008 – Sagan om Despereaux
- 2008 – Kung Fu Panda – Zeng
- 2008 – Chihuahuan från Beverly Hills
- 2008 – Bolt
- 2008 – Asterix på olympiaden
- 2009 – Upp
- 2009 – Natt på museet 2
- 2009 – Hannah Montana: The Movie
- 2009 – Det regnar köttbullar
- 2009 – Arthur och Maltazard
- 2010 – Som hund och katt – Kitty Galores hämnd
- 2010 – En katt i Paris
- 2010 – Alice i Underlandet
- 2011 – Happy Feet 2
- 2011 – Bilar 2 – Luigi
- 2012 – Spegel, spegel
- 2012 – Hotell Transylvanien – Wayne
- 2012 – Asterix & Obelix och britterna
- 2013 – Röjar-Ralf
- 2014 – Tingeling och piratfen
- 2014 – Lego-filmen
- 2015 – Asterix – Gudarnas hemvist – Troubadix
- 2015 – Hotell Transylvanien 2 – Wayne
- 2015 – Sheriff Callie i vilda västern – Doktor Kvack
- 2015 – Ronja Rövardotter (TV-serie) – Tjorm
- 2017 – Bilar 3 – Luigi
- 2018 – Hotell Transylvanien 3: En monstersemester – Wayne
- 2019 – Asterix: Den magiska drycken – Troubadix
- 2019 – Lego-filmen 2
- 2019 – Toy Story 4 – Slinky
- 2020 – Pelle Svanslös
- 2021 – Star Wars: Uslingarna (TV-serie)
- 2022 – Tuffa gänget
- 2022 – Mästerkatten 2
- 2023 – Asterix & Obelix: I drakens rike
- 2024 – Dumma mej 4 (röst)